# عداد المستعمرات

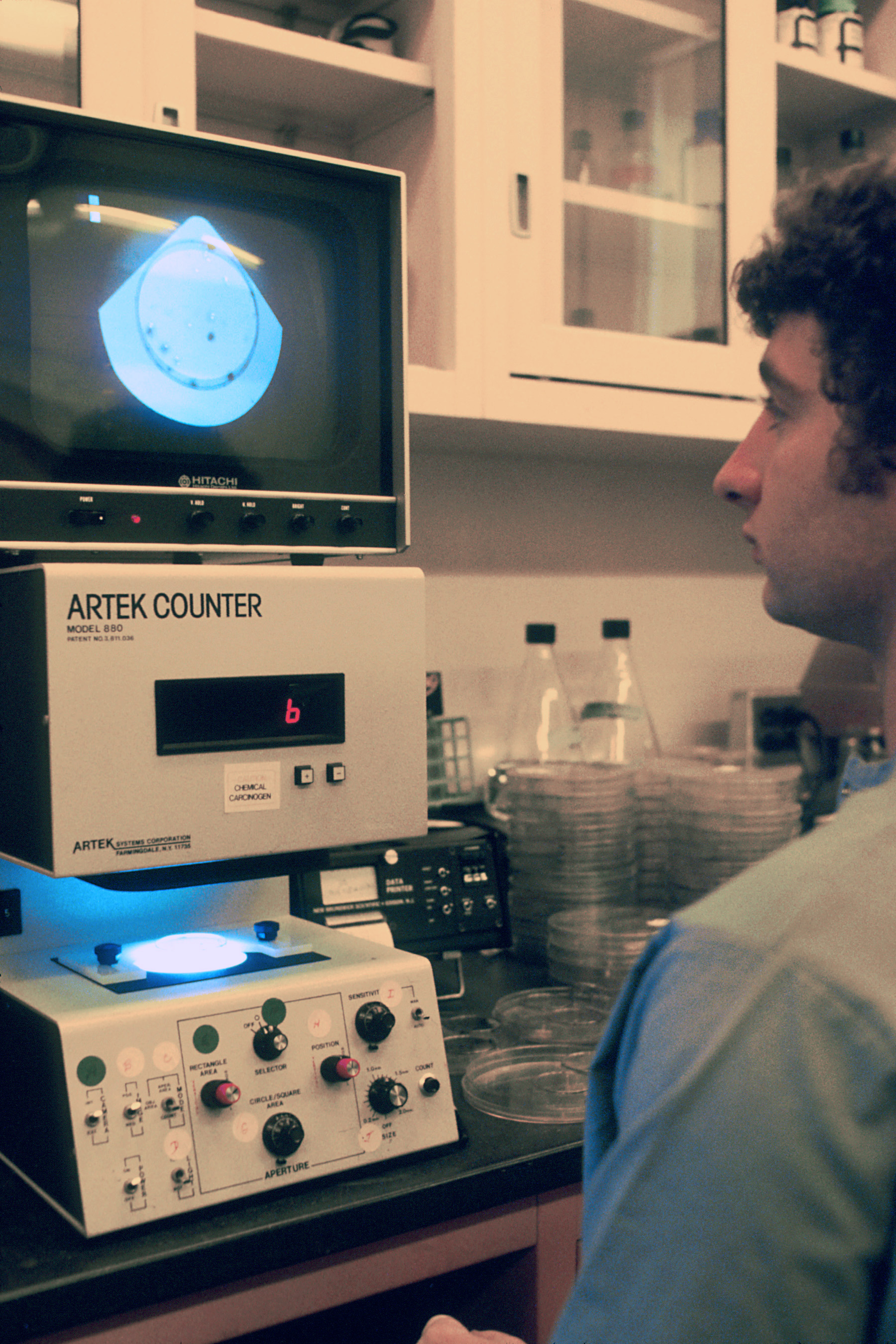
رجل يقف اما الكاشب أو عداد المستعمرات

عداد المستعمرات هو أداة تستخدم لحساب عدد المستعمرات من البكتيريا أو سائر الكائنات المجهرية المتزايد بشأن صفيحة أجار. عدادات المبكرة كانت مجرد مضاء الأسطح التي وضعت اللوحة، مع المستعمرات عليها علامة القلم مقلوب شعر على السطح الخارجي للصفيحة بينما يحتفظ المشغل العد يدوياً. عدادات أحدث محاولة لحساب عدد المستعمرات إلكترونيا، بتحديد المجالات الفردية من الظلام والخفيفة وفقا لعتبات التلقائي أو مجموعة المستخدم، والعد المتناقضة البقع الناتجة.

## تعداد مكيروبي
يتم استخدام هذه العدادات لتقدير كثافة الكائنات المجهرية في أوساط الزرع السائلة. تنشر كمية معينة من تخفيف مناسب من المعلق البكتيري على سطح طبق الآغار، ويتم عد المستعمرات المتشكلة على طبق الآجار المعقم، بعد تحضينه في الظروف الملائمة للنمو حتى تظهر المستعمرات الفردية. كل مستعمرة تمثل كائناً واحداً، وبالتالي عدد المستعمرات على الطبق يساوي عدد الكائنات ضمن الحجم الذي تم نشره من المزرعة السائلة على هذا الطبق. ثم يتم استقراء التركيز بمضاعفة العدد الذي تم حسابه وفق نسبة تخفيف الوسط الأصلي، لتقدير تركيز الكائنات الحية داخل هذا الوسط الأصلي.
العدد الأقصى من المستعمرات التي قد تحسب فعلياً على طبق واحد يتراوح بين 100 و000 1، تبعاً لحجم المستعمرة ونوع الكائن الحي.